# Okrúhly vrch (Słowacki Raj)
Okrúhly vrch (818 m) – szczyt w północno-zachodniej części Słowackiego Raju. Znajduje się w grzbiecie pomiędzy doliną  Vernárskiego potoku (na zachodzie) i Doliną Veľkiej Bielej vody (na wschodzie). W grzbiecie tym kolejno od zachodu na wschód wyróżnia się: Baba (1000 m), Smrekovica (1008 m), Krompľa (990 m) i Okrúhly vrch (818 m). Od szczytu Okrúhlego vrchu w północnym kierunku biegnie długi i wąski grzbiet opadający do Kotliny Hornadzkiej w miejscowości Betlanovce. Wschodnie stoki tego grzbietu opadają do Doliny Veľkej Bielej vody, zachodnie do doliny Tepličnego potoku uchodzącego do Hornadu, południowe do Čiernej doliny.
Okrúhly vrch jest całkowicie porośnięty lasem, ale w stromych stokach zachodnich opadających do Doliny Veľkej Bielej vody w niektórych miejscach występują gołe wapienne ściany. Nie prowadzi przez niego żaden znakowany szlak turystyczny. Znajduje się w obrębie Parku Narodowego Słowacki Raj.